# 이공진
이공진(李公晋, 德水李氏6世孫) : 1350년경(추정) 고려 충정왕 2년 ∼ 1428년 세종 10년 무신 12월7일. 고려와 조선의 문신. 본관은 덕수(德水) 행직은 의정(議政)이다. 증 대광보국승록대부 의정부 겸 영의정 영경연 예문관 대제학 춘추관 관상감사 행 통의대부 사재시사. 조부는 증 자헌대부 의정부 좌참찬 이윤번(李允蕃)이며 증 승정대부 의정부 좌찬성 찬성공(贊成公) 이현(李玄)의 아들이다. 정정공(貞靖公) 이변(李邊)의 아버지이자 충무공(忠武公) 이순신(李舜臣)의 6대조이다.

## 생애
- 고려 충정왕 2년(1350) 증 숭정대부 의정부 좌찬성 찬성공(贊成公) 이현(李玄)의 아들로 태어나다.
- 공양왕 1년(1391.7.23) 장남 정정공 이변(李邊) 출생
- 연도미상 통의대부 판사재시사(判司宰寺事)를 역임
- 세종 10년(1428) 향년 79세(추정)로 별세
- 연도미상 대광보국숭록대부 영의정 겸 영경연 예문관대제학 춘추관 관상감사에 증직되었다.
- 배위는 증 정경부인 초계정씨로 보승별장 정광조의 따님으로 조부는 문하평리 진현관 대제학 정선, 외조부는 정승 평강 채홍철이다. 1435년 세종 17년 을미 별세하시다.
- 기년은 조선왕조실록 중 정정공 행적 기사에 의거 추록 3대 추정하여 년도를 추정하고 공정하게 기년 확정으로 신유보를 수정하다.
- 슬하에 정정공(貞靖公) 이변(李邊)이 있다.
- 묘는 실전되어 서울 관악구 봉천동 산 53-1번지 탑골 덕수공원에 단소가 모셔져 있다.[1]

## 평가
이공진(李公晉)은 통의대부로 정3품 하계의 품계를 받았으며 사재시(司宰寺)의 판사로 고려 시대 어량(魚梁)•천택(川澤)을 관장하던 사재시의 으뜸 벼슬인 정3품 관직을 역임하였다. 고려는 충정왕(30대), 공민왕(31대), 우왕(32대), 창왕(33대), 공양왕(34대)을 끝으로 역사의 뒤안길로 사라졌는데 이러한 혼란한 시기에 관직 생활을 하였던 의정공 이공진(李公晉)의 활동 사항은 알려진 바 없다.

## 가족 관계
- 증조부 : 이소(李劭,1223∼1282)(李劭,1223 ∼ 1282) 통의대부 전법판서 지삼사사겸 세자내직랑 증 금자광록대부 지문하성사 상장군 판예부사(종1품)
- 증조모 : 무안박씨(務安朴氏, 공역서 정승 박유영의 딸)
  - 조부 : 이윤번(李允蕃), 증 자헌대부 의정부 좌참찬 행 도사
    - 부 : 이현(李玄), 증 숭정대부 의정부 좌찬성
      - 본인 : 이공진(李公晉), 통의대부 사재시사
      - 부인 : 증 정경부인 초계정씨(草溪鄭氏, 보승별장 정광조의 딸)
        - 장남 : 이변(李邊, 1391년 ∼ 1473년)
        - 자부 : 정경부인 양성이씨(陽城李氏, 순찰사 이현신의 딸)

## 문헌
子 公晋 贈大匡輔國崇祿大夫議政府領議政兼領經筵藝文館大提學 春秋館觀象監事 行通議大夫司宰寺事 1350年頃生(推定) 1428年 世宗戊申十二月七日卒 墓失傳 ▲配贈貞敬夫人草溪鄭氏 父保勝別將光祖 祖門下評理 進賢館大提學僐 外祖政丞 平康蔡洪哲 1435年 世宗乙卯卒 ▲忌年朝鮮王朝實錄中貞靖公行蹟記事에依據追錄 三代推定辰年亦公忌年確定으로似以修正辛酉譜 ▲有一子邊(貞靖公)